# Thạch xương bồ
Thạch xương bồ (danh pháp: Acorus gramineus) là một loài thực vật có hoa trong họ Xương bồ. Loài này được William Aiton miêu tả khoa học đầu tiên năm 1789.
Loài này phân bố ở Đông Á. Thân rễ chứa tinh dầu có asaron, glucosid đắng acorin.
Là cây thân thảo, sống nhiều năm. Thân rễ phân nhánh, mọc bò ngang gồm nhiều đốt. Lá hình dải hẹp, có bẹ, mọc ốp vào nhau và xòe sang hai bên ở ngọn. Cụm hoa hình bông mọc ở đầu một cán dẹt, phủ bởi một lá bắc to và dài, nom như cụm hoa mọc trên lá. Quả mọng khi chín màu đỏ nhạt. Thân rễ và lá có mùi thơm đặc biệt. 
Sông Hương được đặt tên vì có loài này mọc hai bên sông tỏa mùi thơm.

## Hình ảnh

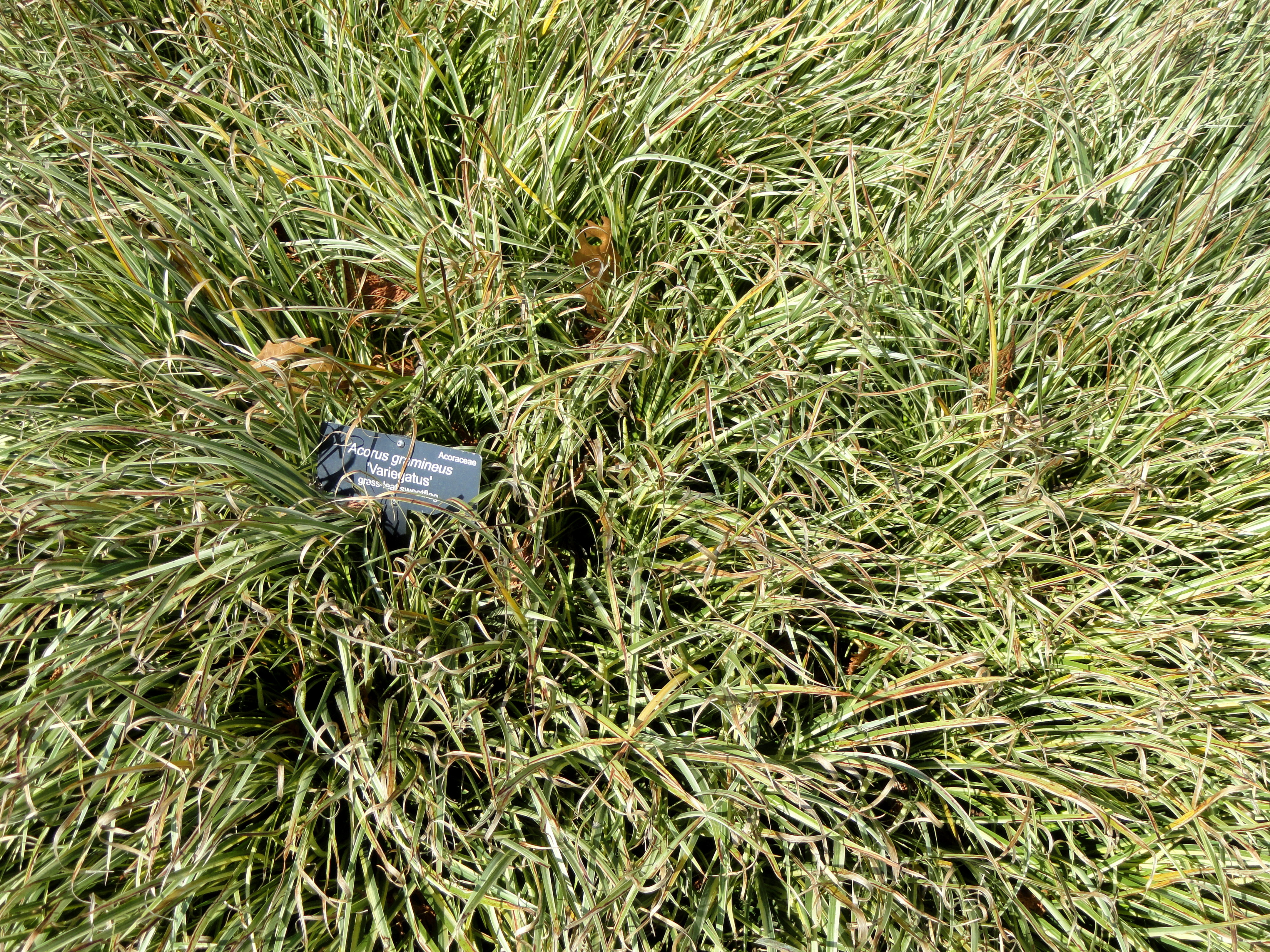
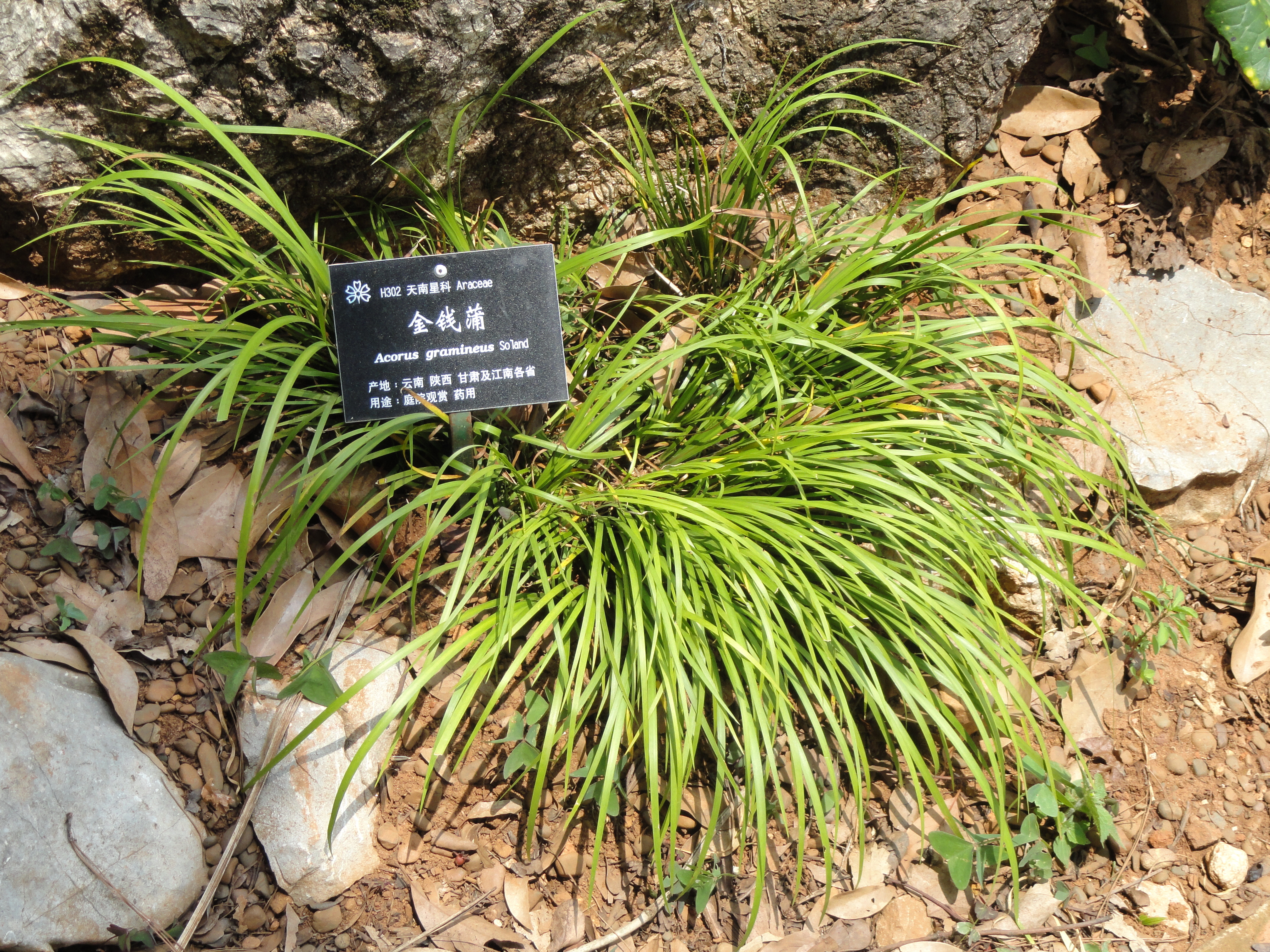
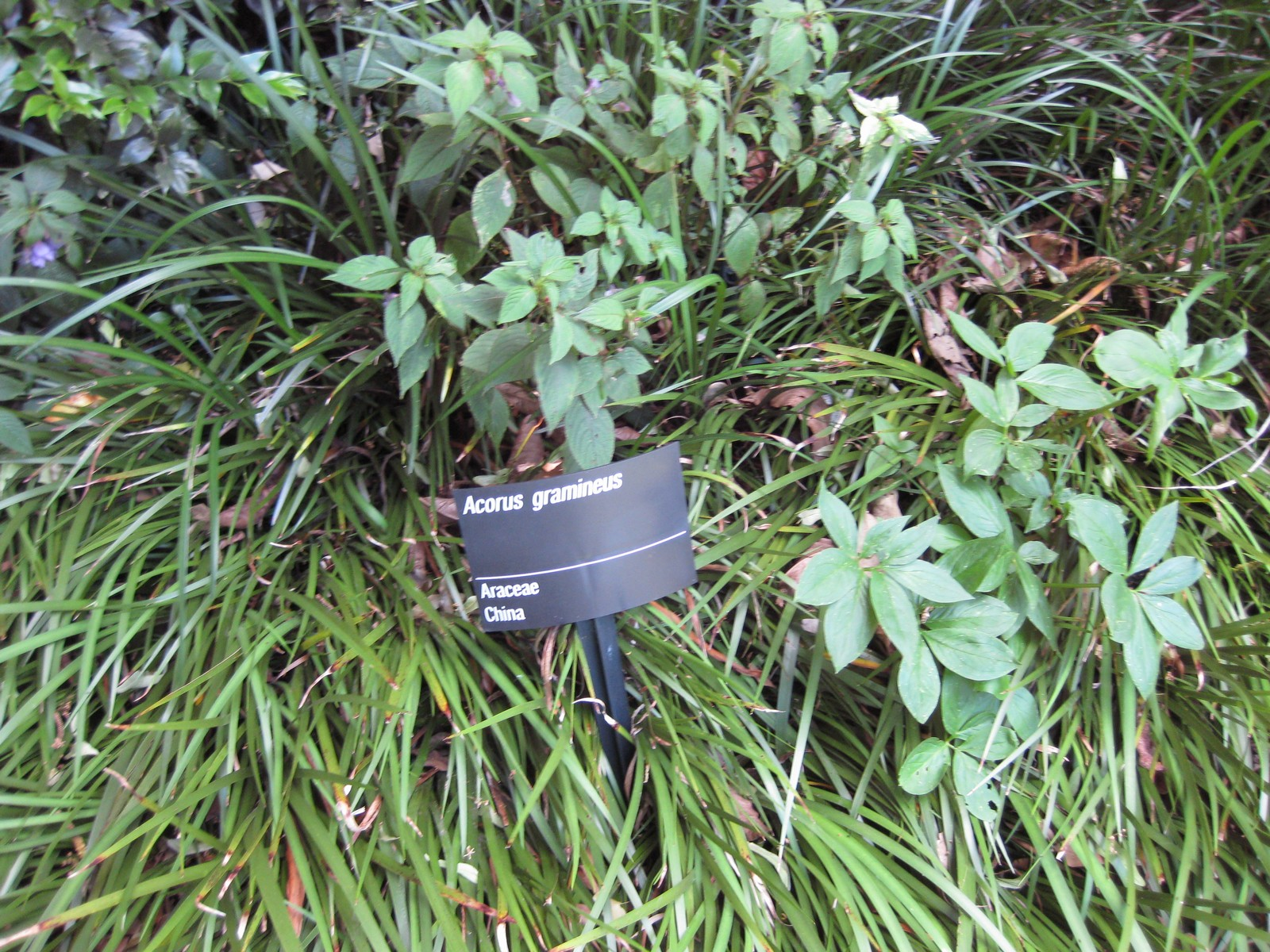
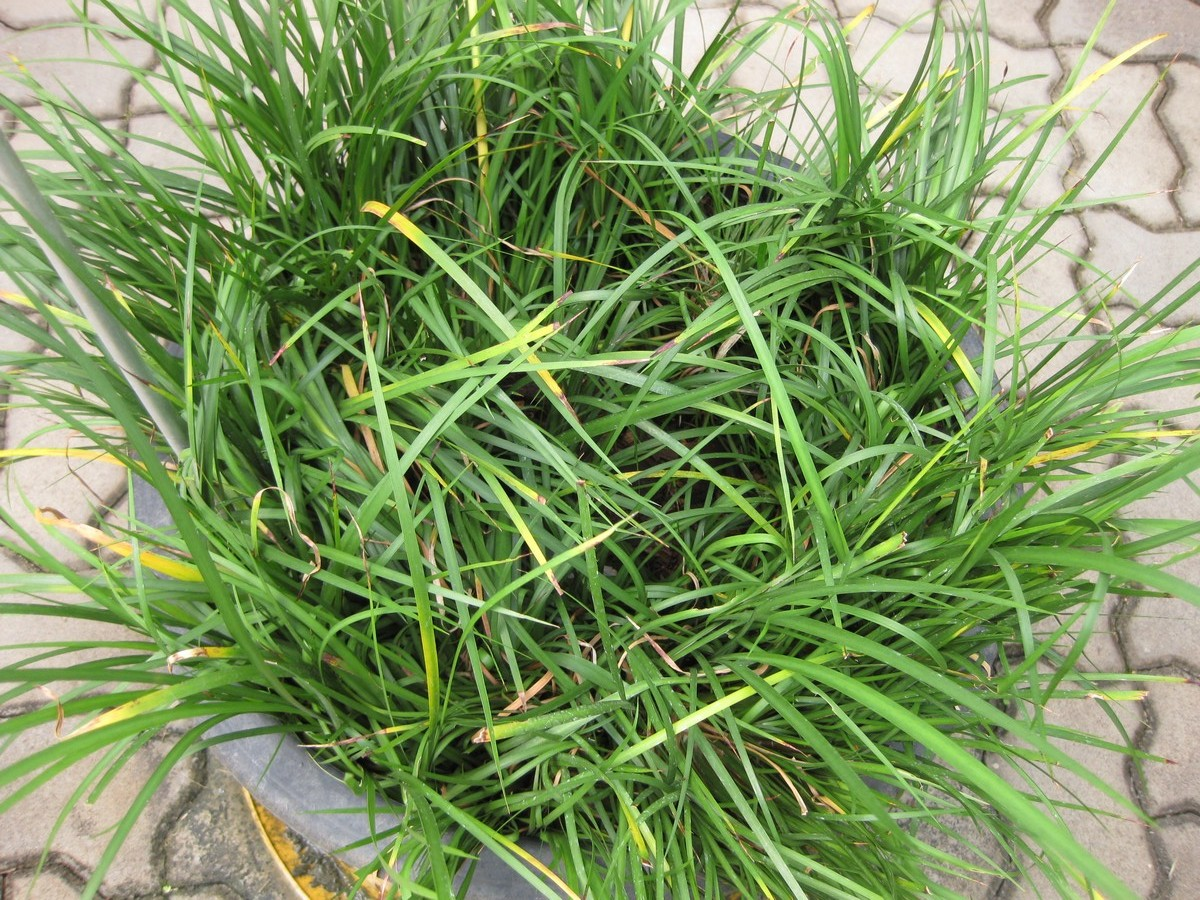